# 宋玉庆
宋玉庆（1942年10月7日—)，京剧男演员，国家一级演员，八个样板戏之一《奇袭白虎团》男主角严伟才的饰演者。

## 生平
1942年出生于天津，1949年6月（8岁）进入山东胶东地区“娃娃兵”京剧团（后与其它几个京剧团合并为山东省京剧团，今山东省京剧院）学习，1958年进入中国戏曲学校青年演员班学习。1964年，出演《奇袭白虎团》中主角严伟才。1998年退休后定居美国。
2009年11月，在梅兰芳大剧院开业两周年庆典演出中登台。